# Зарапинци
Зарапинци (на македонска литературна норма: Зарапинци) е село в източната част на Северна Македония, община Пробищип.

## География
Землището на Зарапинци е 4,3 km2, от които земеделската площ е 423 хектара – 204 хектара обработваема земя, 213 хектара пасища и 6 хектара гори.

## История
В XIX век Зарапинци е малко българско село в Щипска кааза на Османската империя. Според статистиката на Васил Кънчов от 1900 г. Зарапинци има 42 жители, всички българи християни.
В началото на XX век българското население на селото е под върховенството на Българската екзархия. По данни на секретаря на екзархията Димитър Мишев („La Macédoine et sa Population Chrétienne“) през 1905 година в Зарапинци (Zarapintzi) има 48 българи екзархисти.
При избухването на Балканската война в 1912 година 2 души от Зарапинци са доброволци в Македоно-одринското опълчение. След Междусъюзническата война селото попада в Сърбия. Името му е сменено на Зарепинци.
Според преброяването от 2002 година селото има 12 жители (6 мъже и 6 жени), в 7 домакинства и 12 къщи.
В 2014 година на селото му е върнато неговото старо име Зарапинци (Зарапинци).

## Личности
Родени в Зарапинци
- Стойко Велков, български революционер от ВМОРО, четник на Никола Костов и на Дамян Мартинов.[6] Македоно-одрински опълченец, 1 рота на 9 велешка дружина, ранен[7]